# Ichthyosaurus
L'ittiosauro (gen. Ichthyosaurus) è un rettile marino estinto, vissuto nel Giurassico inferiore in Europa. Questo animale dà il nome all'intero gruppo degli ittiosauri.

## Descrizione

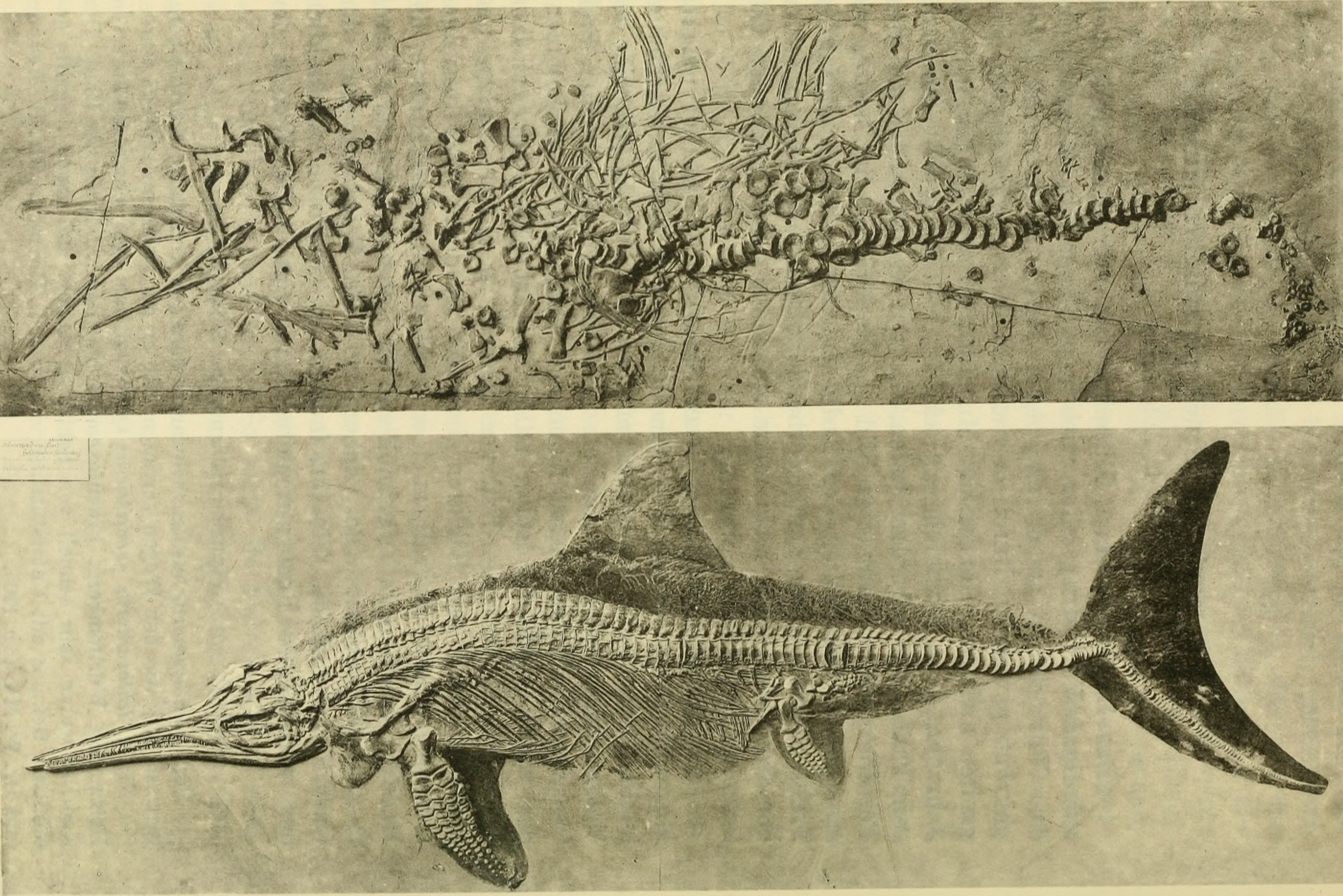
In alto scheletro fossile di ittiosauro conservatosi disarticolato, in basso ottima fossilizzazione di ittiosauro, con scheletro con ossa al loro posto e impronte della pelle che delinea il profilo in vita dell'animale

Tra tutti gli ittiosauri, l'ittiosauro (ichthyosaurus) vero e proprio è uno tra i meglio conosciuti, e i suoi fossili sono relativamente comuni nelle rocce della prima parte del Giurassico in Inghilterra e in Germania. Alcuni scheletri mostrano chiaramente l'impronta della superficie esterna del corpo, che dimostra come l'ittiosauro fosse dotato di una pinna carnosa sul dorso e di una pinna a mezzaluna al termine della coda, sorretta dalle ultime vertebre caudali fortemente articolate verso il basso. Impronte simili sono state rinvenute anche sui resti dell'affine Stenopterygius, a dimostrazione del fatto che molti ittiosauri possedevano strutture analoghe. Lungo circa 2 metri, l'ittiosauro non era certo un animale di grandi dimensioni; le sue prede dovevano essere piccoli pesci o molluschi a corpo molle come i cefalopodi, che venivano catturati dalle lunghe fauci dell'ittiosauro e strette fra i lunghi denti conici. Coproliti di ittiosauri contenenti scaglie di pesce (Pholidophorus) e numerosissimi uncini di tentacoli di cefalopodi (belemniti) sono la prova della dieta di questi animali.
Le ossa dell'orecchio dell'ittiosauro erano molto robuste, e probabilmente conducevano le vibrazioni dell'acqua all'orecchio interno. Tuttavia, il senso principale a cui si affidava l'ittiosauro durante la caccia doveva essere la vista: questo predatore possedeva enormi occhi tondi molto sensibili, protetti da ossa che andavano a formare una struttura chiamata anello sclerotico. Altri ittiosauri (come Ophthalmosaurus) possedevano occhi ancora più grandi.

## La scoperta
L'ittiosauro fu il primo tra i rettili marini del Mesozoico ad essere scoperto. Il primo ritrovamento fu un bellissimo scheletro trovato da Mary Anning, sulle scogliere di Lyme Regis, nel 1810. La maggior parte degli studiosi ritenne che questi resti erano appartenuti a un coccodrillo, visto che in un primo momento fu rinvenuto il solo cranio. Solo in un secondo tempo, quando tutto lo scheletro venne alla luce, l'animale venne studiato nei particolari e gli venne attribuito il nome di Ichthyosaurus (“lucertola  - pesce”), non senza alcune dispute paleontologiche. Da quel momento in poi, moltissimi ritrovamenti di ittiosauri in varie parti del mondo finirono sotto il nome di Ichthyosaurus, trasformando questo taxon in un vero e proprio “cestino dei rifiuti”. Solo dopo accurate analisi compiute verso la fine del XX secolo, le specie comunemente accettate appartenenti al genere sono state ridotte a tre: I. communis (la specie tipo), I. breviceps e I. conybeari.